# Instituto Tavistock
El Instituto Tavistock de Relaciones Humanas (Tavistock Institute of Human Relations, TIHR) es una organización británica sin fines de lucro que aplica las ciencias sociales a cuestiones y problemas contemporáneos. Se inició en 1946, cuando se desarrolló a partir de la Clínica Tavistock, y se estableció formalmente como una entidad separada en septiembre de 1947. La revista «Relaciones humanas» («Human Relations») es publicada en nombre del Instituto Tavistock por Sage Publications. Tiene su sede en el número 30 de calle Tabernacle, en el barrio de Shoreditch, Londres.

## Historia
Durante la guerra, el personal de la Clínica Tavistock desempeñó un papel clave en la psiquiatría del ejército británico. Trabajando con colegas en el Cuerpo Médico del Ejército Real y el Ejército Británico, fueron responsables de innovaciones como las Juntas de Selección de Oficinas de Guerra (War Office Selection Boards, WOSB) y las Unidades de Reasentamiento Civil (Civil Resettlement Units, CRU), y también trabajaron en la guerra psicológica. El grupo que se formó alrededor de las WOSB y las CRU estaba fascinado por este trabajo con grupos y organizaciones, y buscó continuar la investigación en este campo después de la guerra. Varias figuras influyentes habían visitado las WOSB durante la guerra, por lo que había margen para el trabajo de consultoría, pero el personal de la Clínica también planeaba formar parte del Servicio Nacional de Salud (National Health Service, NHS) cuando se estableció, y se les advirtió que tal la consultoría y la investigación no serían posibles bajo los auspicios del NHS. Debido a esto, se creó el Instituto Tavistock de Relaciones Humanas (Tavistock Institute of Human Relations, TIHR) en 1947. La Fundación Rockefeller otorgó una importante subvención que facilitó la creación del TIHR.
En los primeros años del TIHR, los ingresos provenían de becas de investigación, trabajos por contrato y tarifas de cursos. Durante las décadas de 1950 y 1960, el TIHR llevó a cabo una serie de proyectos exclusivos en colaboración con importantes empresas, incluidas Unilever, Ahmedabad Manufacturing y Calico Printing Co., Royal Dutch Shell, Bayer y Glacier Metals. También realizaron trabajos para la Junta Nacional del Carbón. Los enfoques particulares incluyeron la gestión, las mujeres en el lugar de trabajo y la adopción (o rechazo) de nuevas tecnologías. Los proyectos sobre la interacción entre las personas y la tecnología se conocieron más tarde como el enfoque sociotécnico.
En la década de 1950 el TIHR realizó investigaciones sobre consumidores y exploró actitudes hacia cosas tan variadas como el Bovril, los palitos de pescado, el café y el cabello.
En las décadas de 1960 y 1970, el TIHR se centró notablemente en las organizaciones de salud pública, como los hospitales. Los estudios examinaron una variedad de aspectos de la atención médica, desde la administración de salas y los quirófanos hasta la organización del personal de limpieza.
Más recientemente, el TIHR realizó trabajos para la Comisión Europea y organismos gubernamentales británicos.

### Unidades de investigación
En los primeros años del TIHR, había cuatro unidades principales: Grupos de programas A y B dentro de un Comité de Recursos Humanos; Unidad de Investigación de Organización y Cambio Social y Operaciones; y un Comité de Psiquiatría Familiar y Comunitaria.
El Centro de Recursos Humanos (Human Resources Centre, HRC) y el Centro para la Investigación Social Aplicada (Centre for Applied Social Research, CASR) fueron establecidos en la década de 1950 y en 1963 se estableció el Instituto de Investigación Operacional (Institute of Operational Research, IOR) en conjunción con la Sociedad Británica de la Investigación Operacional. El Centro para la Investigación Organizacional y Operacional (Centre for Organisational and Operational Research, COOR) fue creado por la fusión del HRC y el IOR en 1979.
El proyecto de la Alianza de la Autoayuda empezó en la década de 1980 y condujo a un trabajo adicional en evaluación y a la creación de una unidad, la Unidad de Revisión del Desarrollo de la Evaluación (Evaluation Development Review Unit, EDRU) en 1990.

### Figuras clave
El Instituto fue fundado por un grupo de figuras clave de la Clínica Tavistock y la psiquiatría del ejército británico, incluidos Elliott Jaques, Henry Dicks, Leonard Browne, Ronald Hargreaves, John Rawlings Rees, Mary Luff y Wilfred Bion, con Tommy Wilson como presidente.
Otras personas conocidas que se unieron al grupo poco después fueron Isabel Menzies Lyth, J. D. Sutherland, John Bowlby, Eric Trist y Fred Emery. Aunque murió antes de que se estableciera formalmente el TIHR, Kurt Lewin tuvo una influencia importante en el trabajo de Tavistock: tuvo una influencia notable en Trist y contribuyó con un artículo al primer número de «Relaciones humanas»..
Muchos de los miembros del Instituto Tavistock pasaron a desempeñar papeles importantes en la psicología. John Rawlings Rees se convirtió en el primer presidente de la Federación Mundial de Salud Mental. Jock Sutherland se convirtió en director de la nueva Clínica Tavistock de la posguerra, cuando se incorporó al recién establecido Servicio Nacional de Salud británico en 1946. Ronald Hargreaves se convirtió en subdirector de la Organización Mundial de la Salud. Tommy Wilson se convirtió en presidente del Instituto Tavistock. Una de las figuras más influyentes que surgió del Instituto fue la psicoanalista Isabel Menzies Lyth. Su artículo seminal «Un estudio de caso sobre el funcionamiento de los sistemas sociales como defensa contra la ansiedad» (1959) inspiró toda una rama de la teoría organizacional que enfatiza las fuerzas inconscientes que dan forma a la vida organizacional. A. K. Rice realizó un trabajo considerable en problemas de gestión, aumentando la productividad en una fábrica en un 300%. Eric Miller se convirtió en director del Programa de Relaciones Grupales en 1969, y en esta función desarrolló más tarde el diseño de las Conferencias de Nazareth.
El Instituto Tavistock se hizo conocido como uno de los principales defensores en Gran Bretaña del psicoanálisis y las teorías psicodinámicas de Sigmund Freud y sus seguidores. Otros nombres asociados con Tavistock incluyen Melanie Klein, Carl Gustav Jung, J. A. Hadfield, Samuel Beckett, Charles Rycroft, Enid Mumford y R. D. Laing.

## Actividades actuales
El Instituto Tavistock se dedica a trabajos de educación, investigación, consultoría y desarrollo profesional en las ciencias sociales y la psicología aplicada. Sus clientes son diversos, desde organizaciones del sector público, incluida la Unión Europea, varios departamentos gubernamentales británicos, el tercer sector y clientes privados. El Instituto es propietario de «Relaciones humanas», la revista internacional de ciencias sociales. También edita la revista «Evaluación».

## Foco de teorías de la conspiración
En la línea de las teorías de la conspiración, escritor y exagente del MI6 John Coleman trató sobre el Instituto Tavistock en sus obras «Jerarquía de conspiradores: «el Comité de los 300» (1992)  y  «El Instituto Tavistock de Relaciones Humanas: dando forma a lo moral, espiritual, cultural y político, y el declive económico de los Estados Unidos de América» (2006). En la misma línea, escritor Daniel Estulin escribió «El Instituto Tavistock» (2015).
Según James McConnachie, autor de «Guía aproximada de las teorías de la conspiración», señala que el Instituto Tavistock ha sido nombrado por algunos teóricos de la conspiración como parte de «La teoría de la conspiración anti-Illuminati más extravagante» de John Coleman «conocida como [la] 'Conspiración de Acuario'. Esta agenda totalitaria culmina con los Illuminati 'tomando el control de la educación en Estados Unidos con la intención y el propósito de destruirla total y completamente'» «'por medio de la música rock y las drogas para rebelarse contra el status quo, socavando y finalmente destruyendo la unidad familiar'». Todd Van Luling, escribiendo en el «HuffPost», también mencionó esta idea «del popular teórico de la conspiración Dr. John Coleman», diciendo que «El Instituto Tavistock es una organización benéfica británica públicamente conocida fundada en 1947, pero los teóricos de la conspiración creen que el verdadero propósito del Instituto es diseñar de manera similar la cultura del mundo». El periódico analiza la afirmación de Coleman de que la popularidad de Los Beatles fue un complot de los Illuminati para promover la «Conspiración de Acuario».

## Agenda de Tavistock para el lugar de trabajo
Algunos investigadores creían que las técnicas utilizadas para rehabilitar a los soldados eran aplicables en apoyo de una organización del trabajo más centrada en el ser humano en la industria hacia los empleados de rango inferior sin ninguna perspectiva clara de satisfacción laboral o desarrollo personal. Esta agenda ayudó a mostrar los dos atributos de la beca sociotécnica: la estrecha asociación de los sistemas tecnológicos y sociales y también, la importancia de la participación de los trabajadores.